# Star Strings
Star Strings — студийный альбом группы Рок-Синдром.

## Об альбоме
2 ноября 2018 состоялся релиз инструментального альбома группы Рок-Синдром на мэйджор-фирме Soyuz Music  Архивная копия от 15 декабря 2018 на Wayback Machine 
В  альбома вошли 11 треков. Ими стали рок-интерпретации произведений композиторов Моцарт, Вольфганг Амадей, Паганини, Никколо, Римский-Корсаков, Николай Андреевич, Гуно, Шарль Франсуа, Чайковский, Пётр Ильич, Григ, Эдвард, Равель, Морис.
Полет шмеля на полный текст Римский-Корсаков, Николай Андреевич исполнен группой Рок-Синдром за 1 минуту, что на 5 секунд быстрее мирового рекорда скрипача Гарретт, Дэвид.
Болеро (Равель) Равель, Морис впервые в истории музыки целиком звучит посредством тембров одних лишь электрогитар.
24 каприс Паганини, Никколо исполнен так, как его задумывал автор - сольно на одном инструменте и с вариациями, написанными специально для демонстрации всех видов (в данном случае) техники игры на электрогитаре.
Пресса отреагировала на выход альбома, найдя что: 

«Рок-синдром» подходит к обработкам с изрядным зарядом наглости. Солирующая электрогитара звучит виртуозно, но довольно разболтанно, будто музыканты уже опрокинули две пинты в байкерском клубе, 
но странным образом эти версии не противоречат оригиналам, а заставляют их заиграть новыми красками. «Рок-синдром» увлечённо «рассказывает Чайковскому новости», 
и Пётр Ильич мог бы ответить словами коллеги Матецкого: «Я примерно так это и задумывал». Классика и рок-н-ролл предстают здесь полноценным двойственным союзом: 
пусть младший брат и выглядит немного раздолбайски, но ему это идёт. Испортить знакомые всем с детства мелодии так или иначе было несложно, но «Рок-синдром» посмотрел на них под другим углом зрения - 
и не испортил, а, скажем так, дополнил.

## Список композиций
| №   | Название                              | Музыка                                               | Длительность |
| --- | ------------------------------------- | ---------------------------------------------------- | ------------ |
| 1.  | «Полет шмеля»                         | Римский-Корсаков, Николай Андреевич, Сергей Горбунов | 1:01         |
| 2.  | «Ария Мефистофеля»                    | Гуно, Шарль Франсуа, Сергей Горбунов                 | 2:33         |
| 3.  | «В пещере горного Короля»             | Григ, Эдвард, Сергей Горбунов                        | 3:19         |
| 4.  | «Тема лебедя»                         | Чайковский, Пётр Ильич, Сергей Горбунов              | 1:32         |
| 5.  | «Lacrimosa»                           | Моцарт, Вольфганг Амадей, Сергей Горбунов            | 2:08         |
| 6.  | «Февраль»                             | Чайковский, Пётр Ильич, Сергей Горбунов              | 2:42         |
| 7.  | «Март»                                | Чайковский, Пётр Ильич, Сергей Горбунов              | 1:53         |
| 8.  | «Июнь»                                | Чайковский, Пётр Ильич, Сергей Горбунов              | 3:16         |
| 9.  | «Июль»                                | Чайковский, Пётр Ильич, Сергей Горбунов              | 2:17         |
| 10. | «Bolero»                              | Равель, Морис, Сергей Горбунов                       | 14:16        |
| 11. | «24 каприс Николо Паганини. Вариации» | Паганини, Никколо, Сергей Горбунов                   | 2:25         |

## Участники записи
- Сергей Горбунов —  гитара
- Алена Полтавская — бас-гитара
- Frank Enstein — барабаны

## Дополнительная информация
- Оформление: художник — Михаил Горбунов